# Докукин, Валентин Петрович
Валентин Петрович Докукин (5 апреля 1927, Клочки — 1990, Барнаул) — машинист-инструктор локомотивного депо города Барнаул Западно-Сибирской железной дороги, Алтайский край. Герой Социалистического Труда (04.05.1971).

## Биография
В 1927 году в селе Клочки Ребрихинского района (ныне — Алтайского края) в семье рабочих родился Валентин Докукин.
Детство провёл вместе с семьёй в городе Ош Киргизской ССР. Завершил обучение в школе-семилетке в 1942 году. Сразу после школы пошёл работать учеником токаря на авторемонтный завод. В 1944 году приехал в Барнаул и поступил в Барнаульское железнодорожное училище № 2, которое окончил с отличием в 1946 году. Позднее без отрыва от производства окончил 8-й класс вечерней школы и Томский техникум железнодорожного транспорта.
Свыше 40 лет проработал в локомотивном депо города Барнаул. Начинал трудиться помощником машиниста паровоза, а с 1949 года — машинистом паровоза. В 1960 году получил специальность машиниста тепловоза, а в 1963 году одним из первых в депо окончил курсы переподготовки и стал работать машинистом электровоза. Был назначен бригадиром машинистов, начальником комсомольско-молодёжной колонны локомотивных бригад (15 локомотивов), машинистом-инструктором — одним из самых молодых во всей отрасли.
Отличное знание техники и творческий поиск привели к высоким трудовым показателям в работе. Мастер безаварийного вождения. На рабочем месте передал опыт и обучил более 20 молодых машинистов.
Указом от 4 мая 1971 года за выдающиеся успехи в выполнении заданий пятилетнего плана перевозок и повышении эффективности использования технических средств железнодорожного транспорта был удостоен звания Герой Социалистического Труда.
После награждения продолжал трудиться в своём родном депо.
Член КПСС. Депутат Барнаульского городского Совета депутатов трудящихся.
Проживал в городе Барнауле Алтайского края. Умер в 1990 году.
В городе Барнаул на здание по улице Привокзальная, 14 установлена памятная мемориальная доска.

## Награды
Имеет следующие награды, за трудовые успехи:
- Герой Социалистического Труда (04.05.1971);
- Орден Ленина (04.08.1966);
- Орден Ленина (04.05.1971);
- Почётный железнодорожник.